# Phthitia lineasterna
Phthitia lineasterna är en tvåvingeart som beskrevs av Marshall 1992. Phthitia lineasterna ingår i släktet Phthitia och familjen hoppflugor.
Artens utbredningsområde är Alberta. Inga underarter finns listade i Catalogue of Life.